# 堤博明
堤 博明（つつみ ひろあき、1985年6月5日 - ）は、日本の作曲家、編曲家、ギタリスト。ミラクル・バス所属。東京都出身。

## 来歴
1985年、東京都に生まれ14歳でギターを始める。高校時代に「第一回ギターマガジン 主催・誌上ギターコンテスト」グランプリを受賞。国立音楽大学音楽文化デザイン学科卒業。次第に作曲の仕事が増えたことにより、2013年頃から映画やドラマ、アニメなど劇伴音楽の作曲活動を本格的に開始する。

## 作曲・編曲・音楽担当

### アニメ

#### テレビアニメ
2013年
- 超次元ゲイム ネプテューヌ THE ANIMATION - 音楽担当
- 勇者になれなかった俺はしぶしぶ就職を決意しました。 - 音楽担当
- メガネブ! - 音楽担当

2014年
- アオハライド - 音楽担当

2015年
- モンスター娘のいる日常 - 音楽担当
- ランス・アンド・マスクス - 音楽担当
- VALKYRIE DRIVE -MERMAID- - 音楽担当

2016年
- クロムクロ - 音楽担当
- orange - 音楽担当
- ろんぐらいだぁす! - 音楽担当

2017年
- ロクでなし魔術講師と禁忌教典 - 音楽担当
- ピアシェ〜私のイタリアン〜 - 音楽担当
- sin 七つの大罪 - 音楽担当
- クジラの子らは砂上に歌う - 音楽担当

2018年
- からかい上手の高木さん - 音楽担当
- アニマエール！ - 音楽担当 ※共作：manzo

2019年
- みだらな青ちゃんは勉強ができない - 音楽担当
- Dr.STONE - 音楽担当 ※共作：加藤達也、YUKI KANESAKA
- からかい上手の高木さん2 - 音楽担当
- あひるの空 - 音楽担当
- ACTORS -Songs Connection- - 音楽担当 ※共作：木村秀杉、大隅知宇
- 無職転生 〜異世界行ったら本気だす〜 - ティザーPV

2020年
- 呪術廻戦 - 音楽担当 ※共作：照井順政、桶狭間ありさ
- 神達に拾われた男 - 音楽担当

2021年
- Dr.STONE STONE WARS - 音楽担当 ※共作：加藤達也、YUKI KANESAKA
- 恋と呼ぶには気持ち悪い - 音楽担当
- 東京リベンジャーズ - 音楽担当
- 先輩がうざい後輩の話 - 音楽担当

2022年
- からかい上手の高木さん3 - 音楽担当
- 可愛いだけじゃない式守さん - 音楽担当
- Dr.STONE 龍水 - 音楽担当 ※共作：加藤達也、YUKI KANESAKA

2023年
- ノケモノたちの夜 - 音楽担当 ※共作：橋口佳奈
- Dr.STONE NEW WORLD - 音楽担当 ※共作：加藤達也、YUKI KANESAKA
- ポーション頼みで生き延びます! - 音楽担当

2024年
- バーテンダー 神のグラス - 音楽担当
- 2.5次元の誘惑 - 音楽担当
- 時々ボソッとロシア語でデレる隣のアーリャさん - 音楽担当
- 来世は他人がいい - 音楽担当 ※共作：鈴木真人

2025年
- Dr.STONE SCIENCE FUTURE - 音楽担当 ※共作：加藤達也、YUKI KANESAKA

#### 劇場アニメ
2016年
- orange -未来- - 音楽担当

2021年
- 劇場版 呪術廻戦 0 - 音楽担当 ※共作：照井順政、桶狭間ありさ

2022年
- 劇場版 からかい上手の高木さん - 音楽担当

2025年
- ひゃくえむ。 - 音楽担当

#### Webアニメ
2018年
- モンスターストライク（アーサー編（復活の騎士王）） - 音楽担当

2019年
- モンスターストライク（アーサー編（騎士王の覚醒）・ノア編） - 音楽担当

2023年
- BURN THE WITCH ＃0.8 - 音楽担当

2024年
- MONSTERS 一百三情飛龍侍極 - 音楽担当

2025年
- BULLET/BULLET - 音楽担当

### 映画
2012年
- リアル鬼ごっこ3・4・5 - 音楽担当 ※共作：野口 明生

2014年
- バイロケーション - 音楽担当
- エイトレンジャー2 - 音楽担当

2020年
- スマホを落としただけなのに 囚われの殺人鬼 - 音楽担当 ※共作：兼松衆、大間々昂

2023年
- 禁じられた遊び - 音楽担当

### ドラマ
2015年
- TVドラマ『AKBホラーナイト アドレナリンの夜』 - 音楽担当

2018年
- TVドラマ『隣の家族は青く見える』 - 音楽担当 ※共作：木村秀彬

2019年
- TVドラマ『ベビーシッター・ギン!』 - 音楽担当 ※共作：木村秀杉

2023年
- TVドラマ『マイホームヒーロー』 - 音楽担当

2024年
- TVドラマ 連続テレビ小説『おむすび』 - 音楽担当

### テレビ番組
2013年
- NHK『Asia This Week』-音楽担当
- NHK『美ら海散歩 ～沖縄 八重山諸島～』 - 音楽担当

2014年
- NHK『NEWS WEB』 - 音楽担当
- WOWOW『トクソウ』 - 音楽担当

2015年
- NHK『Sportsプラス』『NEWS WEB』『時論公論』三連動オープニングテーマ曲 - 音楽担当

2021年
- NHK『列島ニュース』 - 音楽担当
- NHK『ニュース 地球まるわかり』 - 音楽担当

### CD
- 家庭教師ヒットマンREBORN!
  - 未来の大空へ（編曲） - 沢田綱吉 WITH ボンゴレファミリー『家庭教師ヒットマンREBORN!公式キャラソンSINGLE大全集 III』収録曲 (2010)
- ぬらりひょんの孫
  - True Blood（編曲） - 奴良リクオ『TVアニメ「ぬらりひょんの孫」 キャラクターCDシリーズ true Blood／奴良リクオ ［約束］ featuring 鴆』収録曲 (2010)
  - 漆黒の羽根（作曲） - 羽衣狐(CV：能登麻美子)『TVアニメ「ぬらりひょんの孫 ～千年魔京～」キャラクターCDシリーズ 羽衣狐 / 狂骨 (娘)』収録曲 (2011)
  - ユメノセカイ（編曲） - 狂骨(娘)(CV：日笠陽子)『TVアニメ「ぬらりひょんの孫 ～千年魔京～」キャラクターCDシリーズ 羽衣狐 / 狂骨 (娘)』収録曲 (2011)
- めちゃモテ委員長
  - ミラクルチェンジコレクション（Remix） - 『めちゃモテ委員長 めちゃヒット曲集2』収録曲 (2011)
  - めちゃモテたいっ!（Remix） - 『めちゃモテ委員長 めちゃヒット曲集2』収録曲 (2011)
- アマガミSS
  - 恋のゆくえ（編曲） - 上崎裡沙（CV：門脇舞以）『恋のゆくえ』収録曲 (2011)
- 戦国乙女～桃色パラドックス～
  - 恋のゆくえ（編曲） -天下取り隊『陽炎 - kagerou』収録曲 (2011)
- アスタロッテのおもちゃ!
  - ムーンライト（編曲） -ユーディット『キャラクターソングVol.1『ロッテ＋ユーディット』』収録曲 (2011)
  - 1mmスカイライン（編曲） -直哉『キャラクターソングVol.2『明日葉＋直哉』』収録曲 (2011)
  - ミライコンパス（作曲/編曲） -エリカ『キャラクターソングVol.4『イニ＋エリカ』』収録曲 (2011)
  - Midnight Kiss（編曲） -メルチェリーダ『キャラクターソングVol.5『ドーラ＆シグルド＋メルチェリーダ』』収録曲 (2011)
- あっちこっち
  - キラメキサイクル（編曲） -音無伊御(CV:岡本信彦)『TVアニメ「あっちこっち」キャラクターソングミニアルバム ～お悩みゅーじっく・たーみなる～』収録曲 (2012)
- バニラビーンズ
  - ベイビーポータブルロック（編曲） -Single『天国への階段』収録曲 (2011)
  - イェス？ノゥ？（編曲） -Single『トキノカケラ』収録曲 (2012)
  - Stop Stop Rock’n Roll（編曲） -Single『トキノカケラ』収録曲 (2012)
  - キラーキュイーン（編曲） -Album『バニラビーンズIII』収録曲 (2012)
  - Very Very Blueberry（編曲） -Album『バニラビーンズIII』収録曲 (2012)
  - トキノカケラ～album ver.～（編曲） -Album『バニラビーンズIII』収録曲 (2012)
  - もうすぐトライアングル（編曲） -Album『バニラビーンズIII』収録曲 (2012)
  - Aきほ（編曲） -Album『バニラビーンズIII』収録曲 (2012)
  - 君にラブソング（編曲） -Album『バニラビーンズIII』収録曲 (2012)
  - 世界の終わり（編曲） -Album『バニラビーンズIII』収録曲 (2012)
  - バニラビーンズの勉強に役立つ歌（編曲） -Single『ワタシ…不幸グセ』初回限定盤A収録曲 (2014)
- STEINS;GATE
  - Human Community（編曲） -Album『STEINS;GATE SYMPHONIC REUNION』収録曲 (2013)
- さんみゅ〜
  - 木漏れ日とオレンジ（編曲） -Single『純情マーメイド』初回盤B収録曲 (2014)
- 愛美
  - Dear…（編曲） -Single『天使のCLOVER』収録曲 (2011)
- 三浦祐太朗
  - 星屑メリーゴーランド（一部編曲） -Single『星屑メリーゴーランド』収録曲 (2015)
- 浜崎あゆみ
  - TO BE [バッハ: 平均律クラヴィーア曲集 第1巻 第１曲 プレリュード]（編曲） -Album『LOVE CLASSICS』収録曲 (2015)
  - Dearest [ドヴォルザーク: ユーモレスク第7番] （編曲） -Album『LOVE CLASSICS』収録曲 (2015)
- ローリング☆ガールズ
  - 人にやさしく（編曲） -『TVアニメ「ローリング☆ガールズ」主題歌集「人にやさしく」THE ROLLING GIRLS』収録曲 (2015)
  - 月の爆撃機（編曲） -『TVアニメ「ローリング☆ガールズ」主題歌集「人にやさしく」THE ROLLING GIRLS』収録曲 (2015)
  - 1000のバイオリン（編曲） -『TVアニメ「ローリング☆ガールズ」主題歌集「人にやさしく」THE ROLLING GIRLS』収録曲 (2015)
  - 青空（編曲） -『TVアニメ「TVアニメ「ローリング☆ガールズ」ソング集II』収録曲 (2015)
  - シャララ（編曲） -『TVアニメ「TVアニメ「ローリング☆ガールズ」ソング集II』収録曲 (2015)
  - STONES（作曲(共作)/編曲） -『TVアニメ「TVアニメ「ローリング☆ガールズ」ソング集II』収録曲 (2015)
- AZUSA
  - ずっと、このままで…（編曲） - エビテン限定セット購入特典曲 (2011)
- マユミーヌ
  - 生きる/おみやげ（編曲） (2014)
- 城南海
  - ひとつになれたなら（編曲）城 南海／ミュージッククリップ集『城 南海 Music Clip Collection』に収録 (2018)

## 演奏参加

### TV・映画・アニメ
- ABC系ドラマ『警視庁失踪人捜査課』(Guitar)(2010)
- TBS系ドラマ「ハンマーセッション!」(Guitar)(2010)
- TX系アニメ「荒川アンダー ザ ブリッジ*2」(Guitar)(2010)
- TVアニメ『フリージング』(Guitar)(2011)
- フジテレビ系ドラマ『蜜の味〜A Taste Of Honey〜』(Guitar)(2011)
- MBS・TBS系アニメ『機動戦士ガンダムAGE』(Guitar/Kantele)(2011)
- 日本テレビ系ドラマ『理想の息子』(Guitar)(2011)
- 東宝ミュージカル『ハムレット』(Guitar)(2012)
- TBS系アニメ『あっちこっち』(Guitar)(2012)
- TBS系ドラマ『猫弁』テーマ曲(Guitar)(2012)
- TBS系ドラマ『スープカレー』(Guitar)(2012)
- テレビ朝日系ドラマ『Answer〜警視庁検証捜査官』(Guitar)(2012)
- NHK BSプレミアムドラマ『恋愛検定』(Guitar)(2012)
- 日本テレビ系ドラマ『悪夢ちゃん』(Guitar)(2012)
- NHKドラマ『恋するハエ女』(Guitar)(2012)
- NHK『ファミリーヒストリー』(Guitar)(2012)
- TVアニメ『じょしらく』(Guitar/ukulele/三線)(2012)
- ドラマ『親父がくれた秘密〜下荒井5兄弟の帰郷〜』(Guitar/Bass/Banjo)(2012)
- NHKドラマ『シングルマザーズ』(Guitar/Bass/Banjo)(2012)
- TBS系ドラマ『終電バイバイ』(Guitar)(2013)
- 東海テレビ系ドラマ『モメる門には福きたる』(Guitar)(2013)
- 日本テレビ系ドラマ『35歳の高校生』(Guitar)(2013)
- TBS系ドラマ『確証〜警視庁捜査3課』(Guitar)(2013)
- TBS系ドラマ『名もなき毒』(Guitar)(2013)
- NHKドラマ『七つの会議』(Guitar)(2013)
- TVアニメ『ノブナガ・ザ・フール』(Guitar)(2014)
- フジテレビ系ドラマ『医龍4 -Team Medical Dragon-』(Guitar)(2014)
- TBS系ドラマ『S -最後の警官-』(Guitar)(2014)
- フジテレビ系ドラマ『福家警部補の挨拶』(Guitar)(2014)
- TBS系ドラマ『アリスの棘』(Guitar)(2014)
- フジテレビ系ドラマ『ビター・ブラッド』(Guitar)(2014)
- 映画『悪夢ちゃん The 夢ovie』(Guitar)(2014)
- TBS系ドラマ『ペテロの葬列』(Guitar)(2014)
- TVアニメ『信長協奏曲』(Guitar)(2014)
- 日本テレビ系ドラマ『地獄先生ぬ〜べ〜』(Guitar)(2014)
- TBS系ドラマ『Nのために』(Guitar)(2014)
- 日本テレビ系ドラマ『ビンタ!〜弁護士事務員ミノワが愛で解決します〜』(Guitar)(2014)
- TVアニメ『魔弾の王と戦姫』(Guitar)(2014)
- TVアニメ『四月は君の嘘』(Guitar)(2014)
- TBS系ドラマ『まっしろ』(Guitar)(2015)
- フジテレビ系ドラマ『残念な夫。』(Guitar)(2015)
- TVアニメ『ローリング☆ガールズ』(Guitar)(2015)
- フジテレビ系ドラマ『新・奇跡の動物園 旭山動物園物語2015〜命のバトン〜』(Guitar)(2015)
- フジテレビ系ドラマ『戦う!書店ガール』(Guitar)(2015)
- TVアニメ『プラスティックメモリーズ』(Guitar)(2015)
- TVアニメ『山田くんと7人の魔女』(Guitar)(2015)
- NHKスペシャル『生命大躍進』(Guitar)(2015)
- TBS系ドラマ『ナポレオンの村』(Guitar)(2015)
- NHK BS時代劇『一路』(Guitar)(2015)
- 映画『ヒロイン失格』(Guitar)(2015)

### CD
- ぬらりひょんの孫
  - ［約束］ featuring 鴆（Guitar） -鴆『TVアニメ「ぬらりひょんの孫」 キャラクターCDシリーズ true Blood／奴良リクオ ［約束］ featuring 鴆』収録曲 (2010)
- アマガミSS
  - きっと明日は…（Guitar） - 棚町薫(CV：佐藤利奈)『きっと明日は…』収録曲 (2011)
  - パンドラの恋（Guitar） - 上崎裡沙（CV：門脇舞以）『恋のゆくえ』収録曲 (2011)
  - 真冬のセレナーデ（Guitar） - 中多紗江（CV:今野宏美）『[真冬のセレナーデ』収録曲 (2011)
- ももいろクローバー
  - Chai Maxx（Guitar） - Single『ミライボウル/Chai Maxx』収録曲 (2011)
- ももいろクローバーZ
  - D’の純情（Guitar） - Single『D'の純情』収録曲 (2011)
  - DNA狂詩曲（Guitar） - Single『猛烈宇宙交響曲・第七楽章「無限の愛」』収録曲 (2012)
  - 上球物語 -Carpe diem-（Guitar） - Album『5TH DIMENSION』収録曲 (2013)
  - Chai Maxx Zero（Guitar） - Single『一粒の笑顔で…/Chai Maxx ZERO』収録曲 (2013)
- azusa
  - ナミダアメ（Guitar） - Album『azusa』収録曲 (2011)
- あっちこっち
  - あっちこっちまいにち!（Guitar） -あっち⇔こっち『あっちこっちで』収録曲 (2012)
  - 青春ラブ・ラ・ブギウギ!!（Guitar） -戌井榊（CV：浅沼晋太郎）『TVアニメ「あっちこっち」キャラクターソングミニアルバム ～お悩みゅーじっく・たーみなる～』収録曲 (2012)
- 遊助
  - 檸檬（Guitar・Kantele） - Single『檸檬』収録曲 (2013)
- 未確認で進行形
  - ほんとのきもち（Guitar/Mandolin） -夜ノ森小紅 starring 照井春佳 『未確認でキャラソン01』収録曲 (2014)
  - ラブ スペシャリテ（Guitar/Mandolin） -夜ノ森小紅 starring 照井春佳 『未確認でキャラソン01』収録曲 (2014)
  - Good ♡ Smell（Guitar） -夜ノ森紅緒 starring 松井恵理子 『未確認でキャラソン02』収録曲 (2014)
  - きっちんぱとろーる（Guitar） -三峰真白 starring 吉田有里 『未確認でキャラソン03』収録曲 (2014)
- ご注文はうさぎですか?
  - ハミングsoon!（Guitar/Mandolin） -ココア&チノ 『TVアニメ「ご注文はうさぎですか?」キャラクターソング1』収録曲 (2014)
  - きらきらエブリディ（Guitar） -チマメ隊 『ごちうさブレンド』収録曲 (2014)
- ぽこた
  - ドキドキ☆夏恋物語（Guitar） -Single 『ドキドキ☆夏恋物語』収録曲 (2014)
- バニラビーンズ
  - キッスは目にしてぽお!（Guitar） -Single『有頂天ガール』収録曲 (2014)
- 機動戦士ガンダム
  - 翔べ!ガンダム ～Electrap Beat～（Guitar） -『フィーバー 機動戦士ガンダム -V作戦発動-』パチンコ台使用曲(2015)
  - 哀 戦士 ～God only Knows～（Guitar） -『フィーバー 機動戦士ガンダム - V作戦発動-』 パチンコ台使用曲(2015)
- 佐々木恵梨
  - オトニナル（Guitar） -アニメ「プラスティックメモリーズ」OP『Ring of Fortune』収録曲 (2015)
- TrySail
  - Youthful Dreamer（Guitar） -Single『Youthful Dreamer』収録曲 (2015)
- 飯田里穂
  - Hello Brand-new Girl（Guitar） -Album『rippi-rippi』収録曲 (2015)
  - Love Motion（Guitar） -Album『rippi-rippi』収録曲 (2015)
  - Slowly Love（Guitar） -Album『rippi-rippi』収録曲 (2015)
  - Stargazer（Guitar） -Album『rippi-rippi』収録曲 (2015)
  - 青空プロローグ（Guitar） -Album『rippi-rippi』収録曲 (2015)
  - わたしのパレット（Guitar） -Album『rippi-rippi』収録曲 (2015)